# Yazıtepe, Turhal
Yazıtepe là một thị trấn thuộc huyện Turhal, tỉnh Tokat, Thổ Nhĩ Kỳ. Dân số thời điểm năm 2011 là 1.143 người.